# Дубенка (приток Ямницы)
Дубенка — река в России, протекает по Крестецкому и Валдайскому районам Новгородской области. Исток реки находится у деревни Зелёный Бор Сомёнского сельского поселения. Далее река течёт сначала на запад, затем на юго-запад. Устье реки находится в 5 км от устья Ямницы по левому берегу. Длина реки составляет 14 км.

## Данные водного реестра
По данным государственного водного реестра России относится к Балтийскому бассейновому округу, водохозяйственный участок реки — Ловать и Пола, речной подбассейн реки — Волхов. Относится к речному бассейну реки Нева (включая бассейны рек Онежского и Ладожского озера).
Код объекта в государственном водном реестре — 01040200312102000022394.